# Hamburger Allgemeine Zeitung
Die Hamburger Allgemeine Zeitung (HAZ) – zeitweise mit dem Untertitel „für christlich-demokratische Erneuerung“ – war eine CDU-nahe Tageszeitung im Hamburg der Nachkriegszeit. Sie erschien von April 1946 bis März 1950 unter britischer Lizenz; Lizenzträger waren der CDU-Politiker Franz Beyrich, der Verleger Franz Wilhelm Paulus, der Druckereibesitzer Walter Kröger sowie – ab 1947 – der Kaufmann August Hassler. Chefredakteur war zunächst Rolf Seutter von Loetzen, ab August 1949 dann Hans Georg von Studnitz. 
Gedruckt wurde die Zeitung bei Girardet am Gänsemarkt, der einstigen Druckerei des Hamburger Anzeigers. Die von der britischen Militärregierung per Papierzuteilung festgelegte Auflage betrug anfangs 80.000 Stück und stieg später auf 170.000; Verbreitungsgebiet war Hamburg und das nördliche Umland. 
Nach dem erfolgreichen Start des Hamburger Abendblatts und dem Auslaufen der Lizenzpflicht verlor die HAZ rasch an Auflage, zuletzt auf unter 50.000. Hinzu kamen interne Streitigkeiten und unternehmerische Fehlentscheidungen der Verleger, die schließlich in die Insolvenz führten. Der Titel Hamburger Allgemeine Zeitung wurde anschließend eine Zeitlang als Untertitel der FDP-nahen Hamburger Freien Presse weitergeführt.